# إمسك أيدي
إمسك أيدي (بالصينية: 牽手) أو زوجة/الأيدي الأخرى (بالإنجليزية: Wives/The Other Hands)‏ هو مسلسل درامي على قناة سانلي تايوان في الساعة الثامنة لعام 2011 من إنتاج شركة هاودا للاتصالات المحدودة (بالصينية: 浩達傳播事業有限公司). تم عرضه لأول مرة في 29 نوفمبر 2011، وتم بث الحلقة النهائية في 21 نوفمبر 2012. تبدأ هذه الدراما من منظور الأسرة وتحكي قصة المشاعر والروابط الأسرية بين الرجل والمرأة. نجح بعد المسلسل الدرامي 2010 الوئام العائلي يؤدي إلى الرخاء في جميع المساعي (بالصينية: 家和萬事興).

## مسلسل درامي على قناة سانلي تايوان 8 مساء
تسبقه: الوئام العائلي يؤدي إلى الرخاء في جميع المساعي (10 نوفمبر 2010 - 30 نوفمبر 2011)
مدة الإصدار: 29 نوفمبر 2011 - 21 نوفمبر 2012
تخلفه: قلب النساء في السماء (21 نوفمبر 2012 - 21 نوفمبر 2013)